# 퀴즈 막상막하
퀴즈 막상막하는 2003년 6월 24일부터 2004년 10월 26일까지 한국방송공사에서 방송되었던 초등학생 어린이를 대상으로 하는 퀴즈 프로그램이다. 
퀴즈 막상막하는 초등학생이지만 그 이상의 실력을 갖는 진짜 실력파! 공부만 잘하는 우물안 개구리가 아닌 만물박사들의 경연장을 보면서 건강한 내일을 점칠 수 있다. 또한, 퀴즈 특유의 딱딱함을 탈피하고 아이들의 끼와 재치, 재미가 어우러져 어린이뿐만 아니라 온 가족이 즐겨 볼 수 있는 놀이 한마당을 제공한다.
2003년 6월 24일에 <퀴즈캠프>라는 이름으로 첫 방송을 한 뒤 10월 28일까지 방송되고, 11월 4일부터 <퀴즈 막상막하>로 프로그램 명칭을 변경하였다.

## 역대 진행자
| 대수 | 진행자                 | 진행 기간                          |
| ---- | ---------------------- | ---------------------------------- |
| 1대  | 김다래, 이재후, 권진영 | 2003년 6월 24일 ~ 2003년 10월 28일 |
| 2대  | 김경식                 | 2003년 11월 4일 ~ 2004년 4월 27일  |
| 3대  | 박준형                 | 2004년 5월 4일 ~ 2004년 10월 26일  |

## 퀴즈캠프(2003년 6월 24일 ~ 2003년 10월 28일 - 1~19회)

### 2003년
| 회차 | 방송일    | 출연학교                                         | 비고              | MVP                                |
| ---- | --------- | ------------------------------------------------ | ----------------- | ---------------------------------- |
| 1회  | 6월 24일  | 서울 신림초등학교 vs 서울 강신초등학교           | 5학년 5반 간 대결 |                                    |
| 2회  | 7월 1일   | 경기 성남 분당 서현초등학교 vs 서울 목동초등학교 | 6학년 5반 간 대결 |                                    |
| 3회  | 7월 8일   | 서울 온곡초등학교 vs 경기 성남 대원초등학교      | 6학년 6반 간 대결 | 이관희 (서울 온곡초등학교)         |
| 4회  | 7월 15일  | 경기 고양 무원초등학교 vs 경기 성남 장안초등학교 | 6학년 2반 간 대결 | 이정상 (경기 성남 장안초등학교)    |
| 5회  | 7월 22일  | 경기 용인 대현초등학교 vs 경기 부천 중흥초등학교 | 5학년 3반 간 대결 | 이명원 (경기 용인 대현초등학교)    |
| 6회  | 7월 29일  | 경기 수원 율전초등학교 vs 경기 안산 본원초등학교 | 6학년 5반 간 대결 | 이준형 (경기 안산 본원초등학교)    |
| 7회  | 8월 5일   | 서울 언남초등학교 vs 서울 대치초등학교           | 6학년 3반 간 대결 | 김영윤 (서울 대치초등학교)         |
| 8회  | 8월 12일  | 서울 오류초등학교 vs 인천 승학초등학교           | 6학년 2반 간 대결 | 김태현, 이호람 (인천 승학초등학교) |
| 9회  | 8월 19일  | 서울 봉현초등학교 vs 서울 선곡초등학교           | 6학년 5반 간 대결 | 한예나 (서울 선곡초등학교)         |
| 10회 | 8월 26일  | 서울 전농초등학교 vs 서울 유현초등학교           | 6학년 6반 간 대결 | 조은지 (서울 전농초등학교)         |
| 11회 | 9월 2일   | 경기 군포 둔대초등학교 vs 경기 수원 매산초등학교 | 6학년 1반 간 대결 | 임강훈 (경기 수원 매산초등학교)    |
| 12회 | 9월 9일   | 경기 수원 효천초등학교 vs 경기 안산 중앙초등학교 | 5학년 2반 간 대결 | 고영선 (경기 안산 중앙초등학교)    |
| 13회 | 9월 16일  | 서울 온수초등학교 vs 서울 광장초등학교           | 6학년 5반 간 대결 | 김규직 (서울 온수초등학교)         |
| 14회 | 9월 23일  | 경기 시흥 은행초등학교 vs 경기 안양서초등학교    | 5학년 3반 간 대결 | 김동규 (경기 시흥 은행초등학교)    |
| 15회 | 9월 30일  | 경기 광주 탄벌초등학교 vs 경기 이천 송정초등학교 | 5학년 4반 간 대결 | 박지은 (경기 광주 탄벌초등학교)    |
| 16회 | 10월 7일  | 서울 용마초등학교 vs 서울 두산초등학교           | 6학년 4반 간 대결 | 박진아 (서울 두산초등학교)         |
| 17회 | 10월 14일 | 서울 동답초등학교 vs 서울 면동초등학교           | 6학년 2반 간 대결 | 안지연 (서울 면동초등학교)         |
| 18회 | 10월 21일 | 서울 옥수초등학교 vs 경기 시흥 은계초등학교      | 5학년 1반 간 대결 | 조윤진 (경기 시흥 은계초등학교)    |
| 19회 | 10월 28일 | 서울 누원초등학교 vs 경기 안양 귀인초등학교      | 5학년 2반 간 대결 |                                    |

## 퀴즈 막상막하(2003년 11월 4일 ~ 2004년 10월 26일 - 20~68회)

### 2003년
| 회차 | 방송일    | 출연학교                                         | 비고               | MVP                                 |
| ---- | --------- | ------------------------------------------------ | ------------------ | ----------------------------------- |
| 20회 | 11월 4일  | 경기 부천 성주초등학교 vs 경기 안산 석호초등학교 |                    | 전경은 (경기 부천 성주초등학교)     |
| 21회 | 11월 11일 | 서울 장충초등학교 vs 서울 대조초등학교           |                    | 김소희 (서울 대조초등학교)          |
| 22회 | 11월 18일 | 경기 고양 한수초등학교 vs 서울 노원초등학교      |                    | 박진여 (서울 노원초등학교)          |
| 23회 | 11월 25일 | 대전 신탄진초등학교 vs 서울 원광초등학교         |                    | 김범진 (서울 원광초등학교)          |
| 24회 | 12월 2일  | 서울 당산초등학교 vs 경기 수원 명당초등학교      |                    | 정지은 (경기 수원 명당초등학교)     |
| 25회 | 12월 9일  | 경기 고양 오마초등학교 vs 경기 과천 문원초등학교 |                    | 최민 (경기 고양 오마초등학교)       |
| 26회 | 12월 16일 | 인천 송도초등학교 vs 경기 수원 곡반초등학교      |                    | 김태리 (경기 수원 곡반초등학교)     |
| 27회 | 12월 23일 | 퀴즈 막상막하 왕중왕전                           | 역대 MVP 22명 출연 | 왕중왕 : 박진여 (서울 노원초등학교) |

### 2004년
| 회차 | 방송일    | 출연학교                                           | 비고 | MVP                             |
| ---- | --------- | -------------------------------------------------- | ---- | ------------------------------- |
| 28회 | 1월 6일   | 서울 영서초등학교 vs 경기 부천 동곡초등학교        |      | 이정희 (경기 부천 동곡초등학교) |
| 29회 | 1월 13일  | 경기 수원 동신초등학교 vs 인천 연화초등학교        |      | 함태윤 (경기 수원 동신초등학교) |
| 30회 | 1월 20일  | 서울 고산초등학교 vs 서울 영원초등학교             |      | 임재혁 (서울 영원초등학교)      |
| 31회 | 1월 27일  | 서울 신화초등학교 vs 서울 서정초등학교             |      | 임영경 (서울 서정초등학교)      |
| 32회 | 2월 3일   | 서울 창림초등학교 vs 서울 동자초등학교             |      | 박성환 (서울 동자초등학교)      |
| 33회 | 2월 10일  | 서울 신암초등학교 vs 서울 구의초등학교             |      | 조규현 (서울 신암초등학교)      |
| 34회 | 2월 17일  | 경기 군포 흥진초등학교 vs 경기 안산 경수초등학교   |      | 황인혁 (경기 안산 경수초등학교) |
| 35회 | 2월 24일  | 서울 양남초등학교 vs 서울 화양초등학교             |      | 주혜란 (서울 양남초등학교)      |
| 36회 | 3월 2일   | 경기 포천 영북초등학교 vs 경기 화성 송화초등학교   |      | 한동록 (경기 화성 송화초등학교) |
| 37회 | 3월 9일   | 서울 강일초등학교 vs 서울 용답초등학교             |      | 황순호 (서울 용답초등학교)      |
| 38회 | 3월 16일  | 경기 수원 파장초등학교 vs 경기 안산 삼일초등학교   |      | 심동기 (경기 안산 삼일초등학교) |
| 39회 | 3월 30일  | 서울 신자초등학교 vs 서울 장안초등학교             |      | 추지훈 (서울 신자초등학교)      |
| 40회 | 4월 6일   | 서울 흥인초등학교 vs 경기 광명 도덕초등학교        |      | 이창열 (서울 흥인초등학교)      |
| 41회 | 4월 13일  | 서울 성수초등학교 vs 서울 잠전초등학교             |      | 김형식 (서울 잠전초등학교)      |
| 42회 | 4월 20일  | 경기 안성 비룡초등학교 vs 경기 화성 동학초등학교   |      | 윤형원 (경기 화성 동학초등학교) |
| 43회 | 4월 27일  | 경기 안양초등학교 vs 경기 성남 금빛초등학교        |      | 이성인 (경기 안양초등학교)      |
| 44회 | 5월 4일   | 서울 신강초등학교 vs 서울 가산초등학교             |      | 신기용 (서울 가산초등학교)      |
| 45회 | 5월 11일  | 서울 수암초등학교 vs 서울 효제초등학교             |      | 유주민 (서울 수암초등학교)      |
| 46회 | 5월 18일  | 인천 석정초등학교 vs 경기 부천 상지초등학교        |      | 이슬기 (인천 석정초등학교)      |
| 47회 | 5월 25일  | 경기 안산 슬기초등학교 vs 경기 수원 매현초등학교   |      | 황보영 (경기 수원 매현초등학교) |
| 48회 | 6월 1일   | 서울 용동초등학교 vs 서울 계남초등학교             |      | 조지담 (서울 계남초등학교)      |
| 49회 | 6월 8일   | 경기 고양 문촌초등학교 vs 서울 신서초등학교        |      | 김경도 (서울 신서초등학교)      |
| 50회 | 6월 15일  | 경기 성남 하탑초등학교 vs 서울 일원초등학교        |      | 김차혁 (서울 일원초등학교)      |
| 51회 | 6월 22일  | 서울 고원초등학교 vs 서울 흥일초등학교             |      | 서석진 (서울 흥일초등학교)      |
| 52회 | 6월 29일  | 경기 부천 상인초등학교 vs 경기 안양 벌말초등학교   |      | 김하람 (경기 부천 상인초등학교) |
| 53회 | 7월 6일   | 서울 대방초등학교 vs 서울 백운초등학교             |      | 황수형 (서울 대방초등학교)      |
| 54회 | 7월 13일  | 경기 안양 석수초등학교 vs 인천 화전초등학교        |      | 오지은 (경기 안양 석수초등학교) |
| 55회 | 7월 20일  | 경기 광명 하안초등학교 vs 서울 신천초등학교        |      | 김준영 (서울 신천초등학교)      |
| 56회 | 7월 27일  | 서울 방학초등학교 vs 서울 상봉초등학교             |      | 정서현 (서울 방학초등학교)      |
| 57회 | 8월 3일   | 서울 사당초등학교 vs 서울 신미림초등학교           |      | 장아영 (서울 사당초등학교)      |
| 58회 | 8월 10일  | 경기 안산 송호초등학교 vs 경기 의왕 내손초등학교   |      | 이승인 (경기 의왕 내손초등학교) |
| 59회 | 8월 17일  | 경기 광명 연서초등학교 vs 경기 시흥 함현초등학교   |      | 김재민 (경기 광명 연서초등학교) |
| 60회 | 8월 24일  | 경기 안양 삼봉초등학교 vs 경기 부천 상일초등학교   |      | 차용기 (경기 안양 삼봉초등학교) |
| 61회 | 8월 31일  | 경기 시흥 서촌초등학교 vs 서울 면남초등학교        |      | 조동현 (경기 시흥 서촌초등학교) |
| 62회 | 9월 7일   | 경기 안산 양지초등학교 vs 경기 의정부 발곡초등학교 |      | 김건형 (경기 안산 양지초등학교) |
| 63회 | 9월 14일  | 경기 부천 계남초등학교 vs 인천 부평초등학교        |      | 최영헌 (경기 부천 계남초등학교) |
| 64회 | 9월 21일  | 경기 성남 불곡초등학교 vs 경기 고양 고봉초등학교   |      | 홍선아 (경기 성남 불곡초등학교) |
| 65회 | 10월 5일  | 서울 중원초등학교 vs 경남 마산 북성초등학교        |      | 이권호 (경남 마산 북성초등학교) |
| 66회 | 10월 12일 | 경기 군포 양정초등학교 vs 인천 작전초등학교        |      | 이영승 (경기 군포 양정초등학교) |
| 67회 | 10월 19일 | 서울 원묵초등학교 vs 서울 신명초등학교             |      | 조호진 (서울 신명초등학교)      |
| 68회 | 10월 26일 | 경기 안산 원일초등학교 vs 경기 수원 황곡초등학교   |      | 박희원 (경기 수원 황곡초등학교) |